# 土岐市立泉中学校
土岐市立泉中学校（ときしりつ いずみちゅうがっこう）は、岐阜県土岐市にある公立中学校。

## 概要
1学年5クラス。
1学年およそ150人前後。

## 沿革
- 1947年（昭和22年）4月 - 土岐郡泉町に泉町立泉中学校として開校。泉小学校の校舎の一部を仮校舎とする。
- 1948年（昭和23年） - 泉町大徳原（現在地）に木造校舎（第一校舎）を新築し移転。
- 1951年（昭和26年） - 木造校舎（第二校舎）を新築。
- 1954年（昭和29年）4月1日 - 明世村の一部（河合地区）が泉町に編入される。河合地区の生徒が明世中学校から泉中学校に転入する。
- 1955年（昭和30年）2月1日 - 泉町、鶴里村、駄知町、下石町、妻木町、土岐津町、肥田村、曽木村が合併し土岐市が発足。同時に土岐市立泉中学校に改称する。
- 1962年（昭和37年） - 特別教室（鉄筋コンクリート造）が完成。
- 1972年（昭和47年）6月 - 火災により第一校舎を焼失する。
- 1973年（昭和48年） - 新校舎（鉄筋コンクリート造3階建）が完成（現・中舎）。
- 1977年（昭和52年） - 校舎を増築する。
- 1988年（昭和63年） - 校舎（鉄筋コンクリート造3階建）が完成（現・南舎）。

## 通学区域[1]
- 泉町大富
- 泉町定林寺
- 泉町河合
- 泉東窯町
- 泉中窯町
- 泉西窯町
- 泉寺田町
- 泉大島町
- 泉仲森町
- 泉森下町
- 泉島田町
- 泉梅ノ木町
- 泉北山町
- 泉神栄町
- 泉町久尻（字土合の一部を除く）
- 泉大坪町
- 泉岩畑町
- 泉郷町
- 泉寺下町
- 泉西原町
- 泉明治町
- 泉西山町
- 泉大沼町
- 泉池ノ上町
- 泉日ノ出町
- 泉が丘町
- 土岐津町高山（字向田）

## 進学前小学校
- 泉小学校
- 泉西小学校